# ユーリ・メッセン・ジャシン

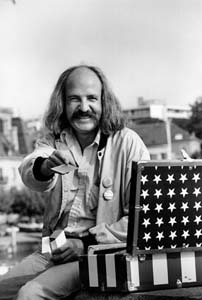
ユーリ・メッセン・ジャシン (写真 Erling Mandelmann 1981)

ユーリ・メッセン・ジャシン（Youri Messen-Jaschin、1941年1月27日 - ）は、ラトビア系の美術家で、スイスのアローザに生まれる。彼の作品はしばしば油絵とグワッシュの組み合わせである。彼の得意な色彩は強い赤、黄色、緑、青である。彼はボディペインティングも作成し、作品をナイトクラブなどで出展した。

## 生涯
1958年から1962年まで、パリにおいて、彼はパリ国立高等美術学校で（ロベール・カミ教授に師事）とソルボンヌの社会科学分野（ピエール・フランカステル教授、芸術史）の高等研究実習院で美術を専攻した。
1962年から1965年まで、彼はローザンヌ州立美術学校へ進み、彫刻家で画家であるアーネスト・ピツォティと共同制作した。1964年、彼のキネティック・ガラスとアクリル彫刻のローザンヌでの出展。ジュネーブの現代彫刻センターで2年間働き、その後チューリッヒで働き、画家フリードリッヒ・クーンと共に顔の円形を描くことに経験を積み絵画的遠近法を拡張した。1968年から1970年まで、ヨーテボリの設計工芸大学（Högskolanför Design och Konsthantverk, HDK）に於いて代理として勤務し、織物のキネチックオブジェの研究を制作した。1967年、展覧会で彼はヘズス・ラファエル・ソト（Jesús-Rafael Soto）、カルロス・クルース・ディエス（Carlos Cruz-Diez）、フーリオ・ルパルク（Julio Le Parc）と出会う。これらの芸術家と話しているうちに、彼は光学美術にすっかり魅了されているとに気がつき、彼の研究をすべてキネチック美術に傾注することに決意した。ゲーテボルグに長期間滞在することにより、動きと幾何学的形状に関して彼の思考は絶えず進化し、それらを彼の織物と油絵に一体化するに至った。彼の光学的美術に関する研究はスカンディナビアのこの地方で大きな影響を及ぼした。
1968年に、ユーリはスイス近代彫刻美術で第一位の賞を受賞した。同年、かれはスウェーデン政府の奨学金を受けた。1970年代は彼はハンブルクに滞在し、北ドイツの芸術家と共に継続的創作に従事し、異なった不朽の業績となったプロジェクトで共同作製した。1970年に、彼はドイツの黒い森の近くのアイシュテッテンでのグールドのためのキネチック彫刻を創作した。
1970年から1981年まで、かれはベルンに居住した。外国に度々滞在することにより、彼は同じ芸術運動に従事している美術家たちとつながりを育むことができた。彼の絵画と彫刻で建築は重要な役割があり、建築空間での動きオプ・アート（オプ・アート・キネティック・アート）の探索は一体であり、彼はそれについてブラジルのリオ・デジャネイロ市でオスカー・ニーマイヤーやロバート・ブール・マルクス、サンパウロ市で大竹富江氏、そしてブエノス・アイレス市でクロリンド・テスタ（Clorindo Testa）などと意見を交わすことを得た。旅行の最後の時点でカラカスに滞在し、彼自身の作品の舞台と振り付けを行い、それはカラカスのアテネオ、第６回国際演劇祭、ユージェニオ・メンドーサ（Eugenio Mendoza）財団、ハンボルト文化連合（ゲーテ協会）、およびアリアンス・フランセースで1984年に公演された。
彼は数多くの国際展示会に参加し、光学美術での研究に対してイタリアで受賞した。彼の作品は個人的愛好者により購入され、国家と国際的美術館に飾られている。
また、彼は彼のユニークなタペストリーを「もっと光を」というポップアートの形体で売る特権を得た。彼はこの美術形体で色を使うことに情熱的であった。チューリッヒのミグロス現代美術館はこの作品に興味を示した。このタペストリーは、スイスのベルンの近くのツォリコーフェンにある彼の屋根裏部屋で1970年代に作成された。このタペストリーは、スイスのミグロス・ヴォードの所有となっている。
ニューヨークに数ヶ月滞在した後、彼はスイスに戻り、ベルンに住家を定め、そこに11年間暮らした。この滞在中、彼はしばしばクンストハーレなどの地元の美術館で作品を展示した。
2010年、彼は光学美術を駆使して3種類の郵便切手をスイス郵政省のために創作した。チューリッヒの美術館、チューリッヒのスイス連邦工科大学、ジュネーヴと外国のグラフィック美術館、ブリュッセルのベルギー王立美術館、などの美術館が彼の作品を重視している。アムステルダム市立美術館、他の美術館、米国、日本、欧州などの個人的収集家などが彼のキネチック作品を購入している。
2014年、ヴォーローザンヌの大学病院（CHUV）、の神経画像処理研究室では、非侵襲性の磁気共鳴を使用して、参加者が光学美術作品を見ている時の脳活動の箇所をイメージし、マップし、同定した。

## 業績
これらの彫刻は、運動により強化され、環境に設定され（空間での運動とずれ）、具体的な音楽の音響により補強される（動きは音の生成を促す）。音に関する彼の研究は1960年代に遡る。1970年、ユーリは彼の作品にネオンを取り込み、それは今でも彼の彫刻、設置物、および油彩に使われている。 彼は幾多の国際展示会に出品し、イタリアでの光学美術分野の研究に対して受賞した。彼の作品は数多くの個人および公共の展示会に出品され、彼の作品は個人の蒐集と国際美術館で見られる。 
彼の作品では、視者の心をデプログラムして、白日夢の「触媒作用」である純粋な感覚を亢進させることが求められる。多作家で多様な美術家であるユーリ・メッセン・ジャシンの作品は、それらを鑑賞すると、我々の通常の遠近感と浮き彫りの自覚を形作る線である、消えゆく線そのものを振動させることにより、方向感覚喪失の力がただちに我々の通常の視覚の位置感覚を喪失させるプリズム的ユニバースが現れる。そのようにして、測地拠点の急激な削除により、動く色彩の純粋な揺らめき、かき乱す感覚に我々自身を浸すことができる。 
彼の合成物「旅行…、生活 …、線上 …」、材料に描かれた、透明の効果を生み出す色彩の線は、特に微妙なキネチック構造を再生し、それらは抽象的で幻想的なものと動きの心理的、生理的実証を関連付ける効果がある。 
基本的要素である正方形は、バックドロップとして機能し、その複数の辺に挿入された他の幾何学的形体により補強される。作品の表面全体に渡って均一に適用されるこれらの幾何学的形体は、作者が並行線のメッシュを適用しても、それらのアイデンティティーを失うことなく漸進的に発展する。彼は、油絵とグワッシュ作品でコラージュ手法を使用する。彼の好む色は赤、黄色、明るい緑、様々な青、そして明るい色相である。
要素のアルゴリズム的作成と同様に、色彩構造とプラスチックの相互作用で、芸術でサイバネティックスを統合する最初の試みが行われる。彼の手法は経験主義的で、特に顕著な色彩と光学的効果の新しい認知を生み出す。正方形、三角形、円形などの幾何学的形体は、いらだたせるような並行線のメッシュを作者が織り出しても、最初のアイデンティティーを失わずに漸進的に発展する。
コミュニケーションの手段としてのユーリ・メッセン・ジャシンの動きと色彩の使用は、空間のキネチック建築のひとつと見なされる。
彼はまた「もっと光を」というポップアート様式で作成された彼の唯一のタペストリーを売る栄誉を得た。彼は、アンディ・ウォーホル、トム・ウェッセルマン（Tom Wesselmann）、ジャスパー・ジョーンズと出会ったニューヨークに滞在している間にこの作品を着想した。彼は、この種の美術に色彩が使用されることに関して情熱を注いだ。チューリッヒの近代美術館ミグロスはこの作品に興味を示した。このタペストリーは、スイスのツォリコーフェンにある彼の仕事部屋で1970年代に作成された。驚くべきことには、彼の作品「もっと光を」では、電球はポップアートで消費世界の虚像と象徴から逃れる破壊的力として現れる。それはスイスのヴォードのミグロスでの展示物として見ることができる。
ニューヨークに数ヶ月滞在した後、彼はスイスへ戻り、ベルンに落ち着くが、その後彼は11年間暮らした。この滞在中、彼はその地方のクンストハーレなどの美術館をしばしば訪問した。各美術館は彼の作品に興味をしめした。チューリッヒのクンストハウス、チューリッヒの連邦工科大学、ジュネーブのグラフィック美術館、ベルギーの王立美術館、アムステルダム市立美術館、他の美術館、米国と欧州の個人蒐集家、などが彼のキネチック作品を購入している。
彼はベネズエラで数年暮らしたが、彼の作品は同国でも評価されている。彼の研究を進めるのに必要な財政的支援をメンドーザ財団と米倉工業が提供した。そこでは、ユーリは舞台の演出を試み、アテネオのコンサートホールとカラカスのアナ・フリア・ロハス・デル・アテネオ劇場で2つの重要な作品を公演し、絶賛を博した。彼は彼自身の劇作の舞台演出を行うために幾多の招待を受けた。
他の技術も含めて、ボディアートの専門家であるジャシンは、彼は作品をクラブや舞台で披露した。作品では紫外線を使い、暗闇の中で全裸体を皮膚には無害のサイキデリック、有機的色彩で覆うことができる。モントルー・ジャズ・フェスティバル、ローザンヌのデ・ラ・シテー祭、ニオン2006のthe Paléo Festivalなどにル・マタン新聞社によって招聘された際、モントルー・ジャズ祭とパレオ祭（Paléo Festival）の古いポスターを催しの参観者の皮膚に描くことを依頼された。最も求められた物としてはキース・ヘリング（1983）、ジャン・ティンゲリー（1982）、およびゼップ（Zep）（2005）があった。パレオ祭（Paléo Festival）では、ルドヴィック・ガブリエル創作のものが最も人気があった。

## ・脚注
- ユーリ・メッセン・ジャシン | オプ・アート
- japan | オプ・アート| オプティカル・アート
- japan | tokyo national university of the arts in music | atak laboratory | 04.06.2011
- japan | national taichung university | fantastic and colorful moiré patterns | kuo-lieh chen | professor te ling | page 41 | june 2013
- japan | international print exhibition | tokyo | 2007